# Kristina Vogel
Kristina Vogel (ur. 10 listopada 1990 w Leninskoje) – niemiecka kolarka torowa, mistrzyni olimpijska, wielokrotna medalistka mistrzostw świata i Europy.

## Kariera
Pierwszy sukces w karierze Kristina Vogel osiągnęła w 2007 roku, kiedy na mistrzostwach świata juniorów w Aguascalientes zdobyła złote medale w sprincie indywidualnym i wyścigu na 500 m. W tym samym roku zdobyła trzy złote medale na mistrzostwach Europy w kategorii juniorów w Chociebużu, wygrywając sprint indywidualny, sprint drużynowy oraz wyścig na 500 m. W 2009 roku na mistrzostwach świata juniorów w Kapsztadzie była najlepsza w sprincie indywidualnym, wyścigu na 500 m oraz keirinie.
W kategorii elite pierwsze medale wywalczyła na mistrzostwach Europy w Pruszkowie, gdzie w sprincie indywidualnym była druga, a w sprincie drużynowym zajęła trzecie miejsce. Rok później, podczas mistrzostw Europy w Apeldoorn była tym razem druga w sprincie drużynowym. W 2012 roku brała udział w mistrzostwach świata w Melbourne, gdzie wspólnie z Miriam Welte zdobyła złoty medal w sprincie drużynowym. Na tych samych mistrzostwach zdobyła brązowy medal w keirinie, ulegając tylko Annie Meares z Australii oraz Rosjance Jekatierinie Gnidienko. Razem z Miriam Welte zwyciężyła także w sprincie drużynowym na igrzyskach olimpijskich w Londynie w 2012 roku, mistrzostwach świata w Mińsku w 2013 roku i rozgrywanych rok później mistrzostwach świata w Cali. Na tej ostatniej imprezie Niemka zdobyła też dwa złote medale: w sprincie indywidualnym oraz keirinie. Na rozgrywanych w 2013 roku mistrzostwach Europy w Apeldoorn była najlepsza w sprincie indywidualnym oraz druga w sprincie drużynowym i keirinie.
W czerwcu 2018 roku Vogel uległa wypadkowi, zderzając się podczas treningu na torze z innym kolarzem. Została przewieziona do szpitala, gdzie przeszła kilka operacji, jednak wypadek spowodował przerwanie rdzenia kręgowego. W efekcie jest sparaliżowana od klatki piersiowej w dół.